# Voivodia de Poznań

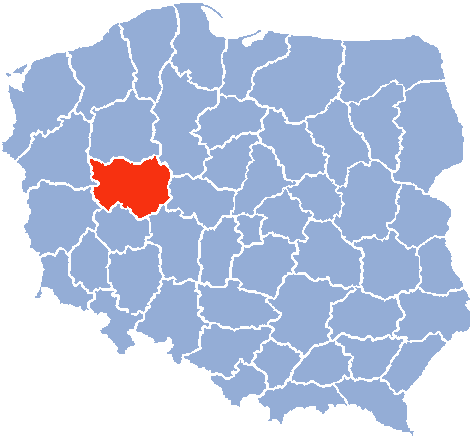
Localização da voivodia de Poznań no mapa da divisão administrativa da Polônia em 1975

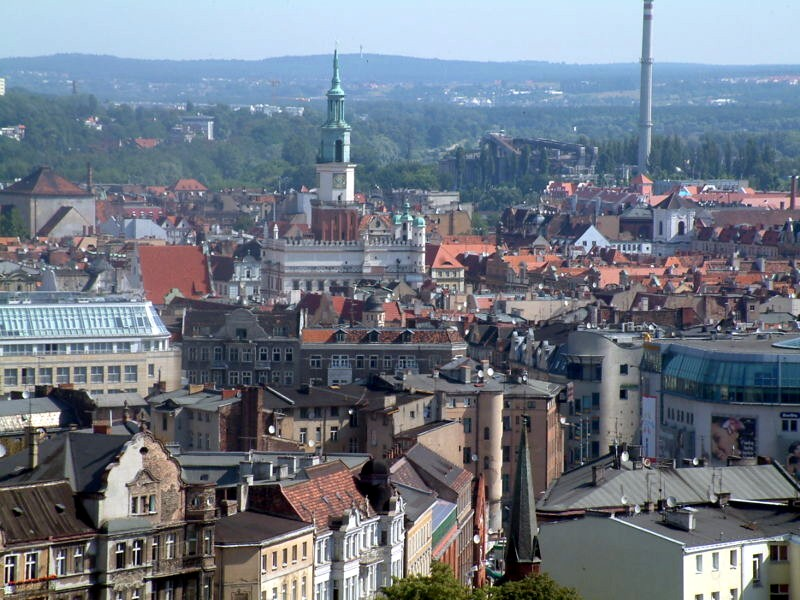
Vista panorâmica de Poznań.

## Voivodia de Poznań (1) 1975-1998
Voivodia de Poznań ou, na sua forma portuguesa, da Posnânia (polonês: województwo poznańskie) foi uma unidade de divisão administrativa e governo local da Polônia nos anos 1975-1998, sendo substituída pela voivodia da Grande Polônia.

Capital:  Poznań.
Principais cidades: (população em 1995):
- Poznań (581.800);
- Gniezno (71.000);
- Śrem (29.800);
- Września (28.600);
- Swarzędz (26.100);
- Środa Wielkopolska (21.400);
- Luboń (20.700);

## Voivodia de Poznań (2) 1945-1975
Voivodia de Poznań 1945-1975 (polonês: województwo poznańskie) foi uma unidade de divisão administrativa e governo local da Polônia nos anos 1945-1975, sendo substituída pelas voivodias de Poznań (1), Kalisz, Konin, Piła e Leszno.

## Voivodia de Poznań (3) 1921-1939

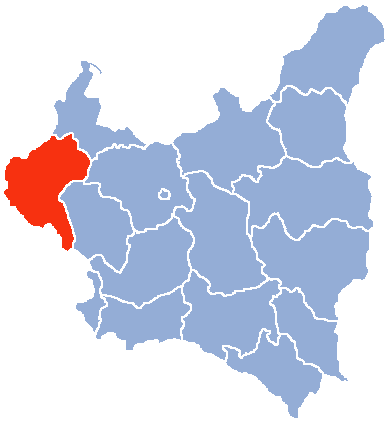
Localização da voivodia de Poznań no mapa da divisão administrativa da Polônia em 1938.

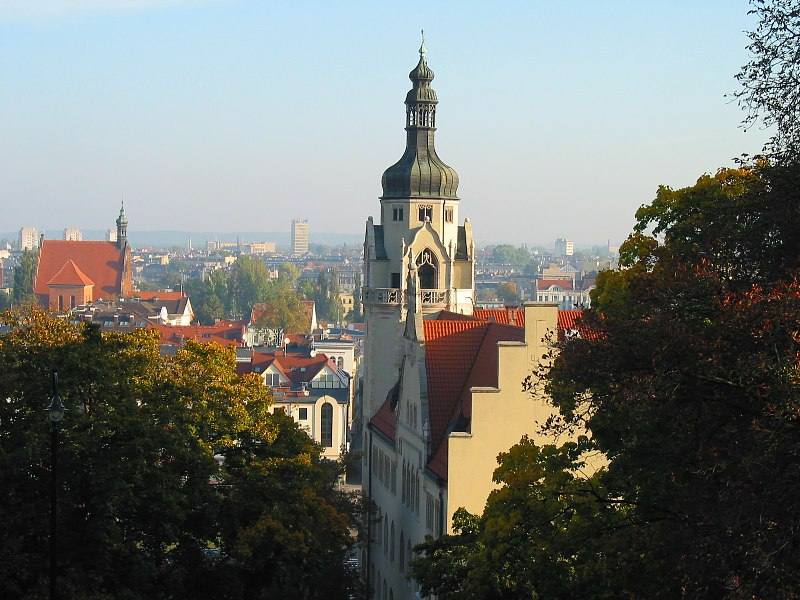
Vista panorâmica de Bydgoszcz.

Voivodia de Poznań 1921-1939 (polonês: województwo poznańskie) foi uma unidade de divisão administrativa e governo local da Polônia nos anos 1921-1939, criada depois do término da Primeira Guerra Mundial a partir da província prusso-germânica de Poznań (Província de Posen).
As fronteiras foram mudadas em 1939: Bydgoszcz passou para a voivodia da Pomerânia, mas foram incluídas algumas áreas orientais. Depois das mudanças, a área da voivodia era de 28.089 km² com uma população de 2.339.600 habitantes.
- Capital regional:  Poznań.

- Cidades principais:
- Bydgoszcz,
- Gniezno,
- Inowrocław,
- Jarocin,
- Krotoszyn,
- Leszno,
- Miedzychód,
- Ostrów Wielkopolski,
- Rawicz.

## Voivodia de Poznań (4) séc. XIV-1793

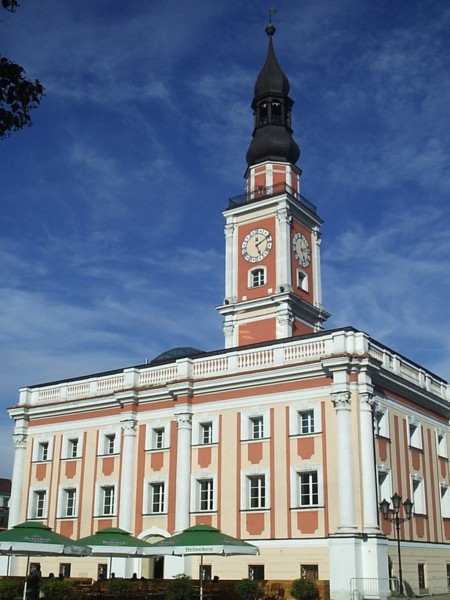
Câmara Municipal em Leszno.

Voivodia de Poznań séc. XIV-1793 (latim: Palatinatus posnaniensis), (polonês: województwo poznańskie) foi uma unidade de divisão administrativa e governo local da Polônia do século XIV às partições da Polônia em 1772-1795. Foi parte da voivodia da Grande Polônia.
Sede do governo geral da Grande Polônia (Starosta Generalny):
- Poznań

Sede do governo da voivodia:
- Poznań

Voivodas:
- Jan Opaliński (1581-1637) (1628-1637)
- Krzysztof Opaliński (1637-1655)

Sede do Conselho Geral (Sejmik Generalny) para a Grande Polônia:
- Koło

Sede do Conselho Regional (Sejmik):
- Środa Wielkopolska

Divisão administrativa:
- Condado de Poznań (powiat poznański),  Poznań
- Condado de Kościan (powiat kościański),  Kościan
- Condado de Wałcz (powiat walecki),  Wałcz
- Terra de Wschowa (ziemia wschowska),  Wschowa

Principais cidades (em ordem alfabética):
- Drahim
- Kościan
- Leszno
- Oborniki
- Międzyrzecz
- Poznań
- Rogoźno
- Śrem
- Szamotuły
- Wieleń
- Wałcz
- Wronki
- Wschowa